# Кекино (Сумская область)
Кекино (укр. Кекине) — село,
Кекинский сельский совет,
Сумский район,
Сумская область,
Украина.
Код КОАТУУ — 5924783201. Население по переписи 2001 года составляло 317 человек.
Является административным центром Кекинского сельского совета, в который, кроме того, входит село
Капитановка.

## Географическое положение
Село Кекино находится на берегу безымянного пересыхающего ручья, который через 3,5 км впадает в ручей Крыга,
выше по течению на расстоянии в 2,5 км расположено село Зеленое (Белопольский район),
ниже по течению на расстоянии в 1 км расположено село Капитановка.
На ручье несколько запруд.

## История
Село засновано приблизно у першій половині XVII ст. У той час воно називалося Окня, тому, що тут бере витоки річка з назвою Окня. 
Предки зазнали трагічних часів кріпацтва, панщини, тяжкої праці. Селяни працювали на поміщика (німця за походженням) барона Вільгельма Адольфовича фон Лорентц Ебліна, у якого в селі був маєток та землі 1600 десятин. У маєтку розводили коней-рисаків і корів. Поміщику Ебліну належав цукровий завод, який перейшов до нього у спадок від близького родича пана Кекинського, іменем якого пізніше було перейменовано село. В селі також був селітарний (цегляний) завод, пекарня. Також розповідалося про те, що пан полюбляв їздити на трійці своїх найкращих коней по бузовій посадці, яка зберіглась до нашого сьогодення. 
Панський будинок заснований в половині ХІХ ст. П.О. Миклашевським. Згодом великий будинок було перебудовано, проте новий зберігав форми і пропорції старого. За відомостями книги Г.К. Лукомського “Старинные усадьбы Харьковской губернии» (1917 р. видання), в будинку знаходилась рідкісна колекція картин голландського живопису XVII ст., дорогі меблі 1850-х років, кришталева люстра “Еmpire” та дзеркало “Жакоб”. 
Будинок оформлений у стилі класицизму, нагадує тогочасні інтер’єри замків Англії та Франції, де все зроблено для комфортного проживання. За переказами старожилів , біля будинку був парк, де простиралися трояндові алеї та монументальний фонтан у вигляді дівчинки ( з мізинця якої лилася вода). Ці алеї були зроблені зі сходами, які вели до ставку. 
Село було настільки мальовничим, що навіть відомий фотограф П.В. Макашов приїжджав сюди для того, щоб увіковічнити цю красу. 
За даними за 1864 рік, у власницькому селі Кекине (Окня) Сумського повіту Харківської губернії мешкало 793 особи (335 чоловічої статі та 358 — жіночої), налічувалось 98 дворових господарств, існували цегельний та селітарний заводи. 
Станом на 1914 рік село відносилось до Миколаївської волості, кількість мешканців зросла до 1500 осіб. 
В поміщицькому господарстві широкого розвитку набув і розвиток тваринництва. 
В маєтку Кекіна середній річний надій корів усього невеликого стада чисельністю до 30 голів перевищив за 1898 - 1910 рр. 200 відер, піднімаючись в окремі роки до 320 і навіть 250 відер на одну корову. 
Після революційних подій 1917 року заводи розорено. Залишилися гуртожиток, де жили робітники, клуб, шість цегляних будинків, панські конюшні, лабаз та старий сад обсаджений липами, що збереглися й до цього часу. 
Після встановлення в селі радянської влади, селяни отримали землю у власне користування. 
У 1930 році в селі представники радянської влади вирішили створити Товариство спільного обробітку землі. Це були перші зародки колгоспів. На той час у колгосп вступило лише 29 сімей. Колгосп «За мир» створено у 1931 році від укрупнення двох невеличких артілей сіл Кекине та Капітанівка. 
Школу в селі збудували в 1908 році. Спочатку навчання в ній було трирічним. Першими вчителями були Омелян Михайлович Луньов та його дружина Наталя Мойсеївна. Вони працювали тут до 1920 року, а потім переїхали до м. Суми. 
У 1932–1933 роках селяни дуже постраждали від голоду. В ці голодні роки селяни втратили найбільшу кількість жителів за всю історію існування села. 
У 1958 році в селі збудовано новий клуб на 350 місць та бібліотеку, меморіал загиблим воїнам у роки Великої Вітчизняної війни. 
На території сільської ради у лютому 1989 року створено колгосп «За мир» на базі бригади колгоспу «Вперед» села Капітанівка. У 1992 році колгосп «За мир» реорганізовано у колективне сільськогосподарське підприємство «За мир». 
За часів існування КСП «За мир» у населених пунктах Кекинської сільради в 1991 році було прокладено дорогу з асфальтовим покриттям, у 1996 році – газифіковано населені пункти, прокладено водогін протяжністю 9,5 км., побудовано 21 нових житлових будинків для робітників, молочнотоварну ферму та два зерносклади в селі Кекине, ремонтну майстерню в селі Капітанівка. 
У селі народився відомий український художник-аквареліст Сергій Омелянович Луньов. Завдяки Луньову акварельний живопис здобув одне з провідних місць серед видів образотворчого мистецтва. Це принесло художнику заслужений авторитет серед художників України і Радянського Союзу. У 1965 році відбулася його персональна виставка в Києві, а в 1966 – в Сумах. 
С. Кекине прикрашають чотири ставки, обсаджені вербами.

## Экономика
- «За мир», ООО.

## Объекты социальной сферы
- Школа І-ІІ ст.

## Література
- Стратегічний план розвитку Миколаївської сільської ради Сумської області до 2027 р. Підготовлено Робочою групою зі стратегічного планування Миколаївської територіальної громади.